# Lula (football)
Pour les articles homonymes, voir Lula (homonymie).
Luís Alonso Pérez, plus connu sous le nom de Lula, est un entraîneur de football brésilien né le 1er mars 1922 et mort le 15 juin 1972, principalement célèbre pour sa direction du Santos FC de 1954 à 1966.

## Biographie
Né à Santos, Lula a exercé divers métiers tels que chauffeur de taxi, boulanger et livreur de lait. Il commence ensuite sa carrière d'entraîneur dans des clubs amateurs de sa ville natale, notamment Palmeirinha et Americana. Il rejoint par la suite Portuguesa Santista, où il prend en charge les équipes de jeunes du club.
En janvier 1949, Lula signe son premier contrat avec le Santos FC, en tant que sous-directeur des équipes amateurs du club. Le 13 mai 1952, il est nommé responsable des équipes de jeunes.
Lula assure un rôle d’entraîneur intérimaire pour deux matchs en 1952, alors qu'Aymoré Moreira dirige l'équipe officielle de São Paulo. Par la suite, il devient l'assistant de Moreira tout en supervisant les équipes amateurs, et le 2 juin 1954, il remplace l'Italien Giuseppe Ottina comme entraîneur principal.
Le premier match de Lula à ce poste se déroule trois jours plus tard, avec une victoire 3-2 contre le Botafogo au stade Maracanã. Il mène le club au titre de Campeonato Paulista l'année suivante, mettant fin à une disette de 20 ans.
Lula est souvent décrit comme étant à l’origine de l'équipe connue sous le nom d'« Os Santásticos ». Il fait de Pelé un titulaire régulier dès 1957, promeut Pagão (en) et Pepe issus des jeunes, recrute Coutinho du XV de Piracicaba (en), et approuve Dorval (en) à l'issue d’un essai, après que ce dernier ait été refusé par plusieurs clubs. Dans les années 1960, le club signe Calvet (en), Lima, Mengálvio et Zito, tous recommandés par Lula.
Lula quitte le club du « Peixe » à la fin de la saison 1966 ; bien que cela soit souvent attribué à la deuxième place du club dans la Taça Brasil, des altercations rapportées avec Pelé auraient aussi contribué à son départ. Il laisse le club après avoir dirigé 945 matchs, avec 619 victoires, 144 matchs nuls et 182 défaites.
En 1967, Lula reprend Portuguesa Santista avant d’être nommé entraîneur du Corinthians en novembre de la même année. Il ne dirige ce dernier club que pour 35 matchs, mais il aide l'équipe à vaincre son ancien club, Santos, le 6 mars 1968, mettant fin à une série de 11 années sans victoire.
Lula travaille ensuite pour Portuguesa et Santo André au début des années 1970.

## Palmarès
Santos
- Campeonato Paulista :
  - Vainqueur en 1955, 1956, 1958, 1960, 1961, 1962, 1964, 1965.

- Taça Brasil :
  - Vainqueur en  1961, 1962, 1963, 1964, 1965

- Copa de Campeones de América :
  - Vainqueur en 1962 et 1963.

- Coupe intercontinentale :
  - Vainqueur en 1962 et 1963.

- Tournoi Rio-São Paulo :
  - Vainqueur en 1959, 1963, 1964 et 1966.